# Viacha (gemeente)
Viacha is een gemeente (municipio) in de Boliviaanse provincie Ingavi in het departement La Paz. De gemeente telt naar schatting 89.065 inwoners (2018). De hoofdplaats is Viacha.

## Indeling
De gemeente is verdeeld in de volgende kantons:
- Kanton Chacoma Irpa Grande - 1.247 inwoners (2001)
- Kanton General José Ballivian - 452 inw.
- Kanton Ichuraya Grande - 332 inw.
- Kanton Irpuma Irpa Grande - 1.078 inw.
- Kanton Viacha - 46.596 inw.
- Kanton Villa Remedios - 1449 inw.
- Kanton Villa Santiago de Chacoma - 438 inw.